# Хроники всплывшего мира
«Хроники всплывшего мира» (итал. Cronache del mondo emerso) — героическая эпопея в жанре фэнтези итальянской писательницы Личии Троиси, первая трилогия в цикле «Сага „Всплывший мир“». Выпущена в издательстве Mondadori.

## Содержание
Главная героиня, последняя полуэльфийка и воительница Ниал, вместе с магом Сеннаром и друзьями, воинами, магами и феями, сражаются со злодеем Тиранно, захватившим больше половины всех земель Всплывшего мира. Ниал поначалу не знала, что она полуэльфийка, и что весь народ эльфов истреблен Тиранно. Но вскоре Тиранно напал и на Салазар, родной город Ниал, уничтожив его вместе с жителями. Спасая Ниал, погиб её приемный отец. Девушка решила стать воином, чтобы отомстить за смерть отца и убийство её народа.

## Книги серии
- «Nihal della terra del vento» (рус. «Ниал из Страны Ветра»), Mondadori, 2004 (в продаже под названием: «В Стране Ветра», 2006), Центрполиграф 2008 г.
- «La missione di Sennar» (рус. «Миссия Сеннара»), Mondadori, 2004 («Миссия волшебника», 2007), Центрполиграф 2008 г.
- «Il talismano del potere», Mondadori, 2005 (рус. «Талисман власти», 2007), Центрполиграф 2008 г.